# Leucoloma squarrosulum
Leucoloma squarrosulum är en bladmossart som beskrevs av John Wright 1888. Leucoloma squarrosulum ingår i släktet Leucoloma och familjen Dicranaceae. Inga underarter finns listade i Catalogue of Life.